# Agrostis breviculmis
Agrostis breviculmis är en gräsart som beskrevs av Albert Spear Hitchcock. Agrostis breviculmis ingår i släktet ven, och familjen gräs. Inga underarter finns listade i Catalogue of Life.